# Niphona gracilior
Niphona gracilior är en skalbaggsart som beskrevs av Stefan von Breuning 1952. Niphona gracilior ingår i släktet Niphona och familjen långhorningar. Inga underarter finns listade i Catalogue of Life.